# Родниковский (Пензенская область)
Родниковский — посёлок в Колышлейском районе Пензенской области. Входит в состав Городского поселения рабочий посёлок Колышлей.

## География
Посёлок находится на расстоянии 2,5 километров к юго-западу от районного центра, посёлка Колышлея.

## История
Решением Законодательного собрания Пензенской области от 13.02.1996 г. № 271-14 посёлок РО «Сельхозтехника» переименован в посёлок Родниковский.

## Население
| 1979 | 1989  | 1996  | 2002  | 2010  |
| ---- | ----- | ----- | ----- | ----- |
| 660  | ↗1189 | ↗1221 | ↘1020 | ↘1002 |